# Сюрюк (річка)
Сюрю́к — річка в Україні, в межах Хустського району Закарпатської області. Ліва притока Ріки (басейн Дунаю). 

## Опис
Довжина 14 км, площа басейну 34 км². Похил річки 28 м/км. Річка переважно гірського типу. У верхній течії долина вузька, V-подібна, здебільшого заліснена; у пониззі річка тече долиною річки Ріки. Річище слабозвивисте. 

## Розташування
Сюрюк бере початок на північний схід від села Сюрюк. Тече на південний захід. Впадає до Ріки неподалік від південно-східної (лівобережної) частини села Липча. 